# 田付新助 (初代)
田付 新助 (初代)（たづけ しんすけ (しょだい)、天正9年（1581年） - 寛永9年（1632年））は、江戸時代初期、蝦夷地に進出した近江商人田付新助家の初代。田付景澄の子。屋号は福島屋。

## 生涯
田付家は、佐々木家支流六角氏遺臣の家柄で、天正元年（1573年）織田信長の攻撃により田付氏が籠る田付城（現滋賀県彦根市南三ツ谷町）が落城した。田付新助は、田付落城後の天正9年（1581年）近江愛知郡柳川村（現彦根市稲按司柳川）に生まれ
、後に諱は景豊と称した。田付は田附とも書かれるが、本稿では『寛政重修諸家譜 第7巻 宇多源氏佐々木支流田付』記載に従い、田付を用いた。
数え14歳で武士を捨て商人を志し、同郷の建部七郎右衛門元重に相談の上、奥羽に赴き松前を調査し、蝦夷地各地を回り豊富な水産資源の将来性に着目した。その後、蝦夷地での事業協力者を故郷である近江柳川村・隣村の薩摩村（愛知郡薩摩村（現彦根市薩摩町））で有志を募り『両浜組』を組織し、近江商人の本格的な松前・蝦夷地進出に道を開いたとされる。
慶長7年（1602年）津軽の鰺ヶ沢、慶長15年（1609年）渡島国津軽郡福山（現北海道松前郡松前町字福山）に店を出し、自分の船を持ち物産の輸送と販売を始めた。これ以降、田付一族は蝦夷西海岸での漁場開拓とともに漁法・漁具の改良、漁獲物の加工・販売に取り組み、松前藩の『場所請負人』として蝦夷地経営に深くかかわった。また、漁獲物などの蝦夷地物産の運搬は、松前から日本海航路で敦賀で陸揚げし、七里半越と呼ばれる山道を経て琵琶湖北岸の海津港（現高島市マキノ町海津）に運ばれ、琵琶湖水運により故郷である柳川の港に集積し、その後京・大阪へ販売を行った。柳川港もこのために田付新助により開設されたと言われ、また付近の来向川も新助の開削とされ、のちに灌漑用水路として使用された。

## 田付新助の足跡
- 泊稲荷神社（北海道古宇郡泊村大字泊村）

古宇場所請負人田付新助（福島屋）が、家業の繁栄と漁場の安泰を祈り田付家家宝である神璽を祀ったのが創祀と伝えられている。
- 初代田付新助影豊発祥之跡（滋賀県彦根市柳川町）